# فرانكو كوبولا
فرانكو كوبولا (بالإيطالية: Franco Coppola)‏ هو كاهن كاثوليكي ودبلوماسي إيطالي، ولد في 31 مارس 1957 في ماليي في إيطاليا.